# Ukraińcy
Ukraińcy (ukr. українці, ukrajinci) – naród słowiański, historycznie zwany Rusinami, mieszkający w Europie Wschodniej, głównie w granicach Ukrainy (także w państwach sąsiednich: w Rosji, Białorusi, Polsce, Słowacji i Mołdawii), zaliczani do Słowian wschodnich (obok Białorusinów i Rosjan). Ukraińcy są potomkami plemion, zamieszkujących południe Rusi Kijowskiej.

## Liczebność

Ukraińcy na Ukrainie według spisu powszechnego 2001 (według kryterium zadeklarowanej narodowości)

Ukraińcy na Ukrainie według spisu powszechnego 2001 (według kryterium zadeklarowanego języka ojczystego)

Ukraińcy mieszkają zarówno na terytorium Ukrainy, jak i w diasporze. Na świecie mieszka ok. 46 milionów Ukraińców, z czego ok. 35 mln – na Ukrainie. W diasporze żyje ok. 7 milionów Ukraińców, przy czym według encyklopedii PWN – 11 mln.

## Nazwa
Nazwa „Ukraińcy” jako określenie narodu, pojawiła się w drugiej połowie XIX wieku w opozycji ukraińskiego ruchu narodowego do oficjalnej ideologii Imperium Rosyjskiego, określającego Rusinów zamieszkujących Kraj Południowo-Zachodni jako Małorusów – regionalny odłam Rosjan. Sam termin ukraina nie miał do XVI wieku charakteru oficjalnego i oznaczał jedynie „ugranicze” („pogranicze”, „krańce państwowe”) poszczególnych terenów, będących pod kontrolą różnych państw. Urzędowo nazwa ta została użyta po raz pierwszy za czasów Rzeczypospolitej w roku 1590 w tytule konstytucji sejmowej według projektu Jana Zamoyskiego: Porządek ze strony Niżowców i Ukrainy. Pierwszy dokument, w którym odnotowano narodowość "Ukraińca", pochodzi z roku 1660. Kiedy abiturient z Ukrainy, Józef Daniel Dzik, wstępował do Uniwersytetu Padewskiego na terenie współczesnych Włoch, wpisał: "Józef Daniel Dzik, wikariusz katedralny Łucki, narodowość – Ukraiński, dystrykt Kijowski". Przed tym wszyscy studenci z Ukrainy, którzy studiowali na uniwersytetach Europy od roku 1353, rejestrowali się jako "Ruteni", "Rusini", przedstawiciele "narodu ruteńskiego z Ukrainy" i rzadziej jako "Roksalanie". Później studenci rejestrowali się jako "Kozacy" (1700, 1746), "Rusko-Ukraińcy" (1763) oraz "Ukraińcy" (1762, 1770).
Pierwszym dziełem napisanym w języku ukraińskim była sztuka Eneida Iwana Kotlarewskiego w 1798 roku. Na przełomie XIX i XX wieku Mychajło Hruszewski w 10-tomowej pracy Historia Ukrainy-Rusi (1898–1937) upublicznił termin „Ukrainiec” w sensie społeczno-politycznym.
Za prekursora nowoczesnej literatury ukraińskiej uważany jest Iwan Kotlarewski, który w 1798 roku wydał „Eneidę”, swobodną trawestację dzieła Wergiliusza (Eneida). Ukraińskie Oświecenie reprezentuje filozof i pisarz Hryhorij Skoworoda. Za ukraińskiego poetę narodowego doby romantyzmu uważany jest Taras Szewczenko.

## Wyznania na Ukrainie
Dominuje wyznanie prawosławne w dwóch strukturach: Kościół Prawosławny Ukrainy (powstały w 2018 r. w wyniku zjednoczenia Ukraińskiego Kościoła Prawosławnego Patriarchatu Kijowskiego i Ukraińskiego Autokefalicznego Kościoła Prawosławnego) oraz Ukraiński Kościół Prawosławny Patriarchatu Moskiewskiego, a na zachodzie Ukrainy Kościół katolicki obrządku bizantyjsko-ukraińskiego (ukr. Українська Греко-Католицька Церква). Na terytorium Ukrainy są również wierni Kościoła rzymskokatolickiego, protestanci, wierni judaizmu, islamu i innych wyznań.

## Geneza, historia
W XIX wieku nastąpił proces samookreślenia się Ukraińców jako społeczności na zasadzie etnograficznej (grupy etnicznej), analogicznie do procesów zachodzących w całej Europie (czeskie odrodzenie narodowe, odrodzenie narodowe Słowian Bałkańskich, odrodzenie narodowe Polaków na Śląsku, Warmii i Mazurach, litewskie odrodzenie narodowe etc.).
Na terytorium Austro-Węgier liczebność Ukraińców wynosiła w 1910 ogółem 3 991 000 osób, z czego w Przedlitawii – 3 518 000 osób (Galicja – 3 211 000 (40,2% ludności kraju koronnego), Księstwo Bukowiny – 305 101 Ukraińców (stanowiących 38,39% ludności prowincji)). W Królestwie Węgier (Zalitawii): 472 000 Ukraińców, z czego na Zakarpaciu – 330 010 Ukraińców (stanowiących 54,5% ludności prowincji).
W 1897 w Imperium Rosyjskim mieszkało 22 380 551 Ukraińców(17,81% ogółu ludności Imperium). Zamieszkiwali zwarcie Kraj Południowo-Zachodni (gubernia kijowska (79,2%), wołyńska (70,1%) i podolska (80,9%)), gubernie: chersońską (53,9%), taurydzką (42,2%, wobec 27% Rosjan i 13,6% Tatarów), katerynosławską (68,9%), połtawską (93%), czernihowską (66,4%), charkowską (80,6%), południowo-zachodnią część Obwodu Wojska Dońskiego (28,1% całości ludności Obwodu), obwód kubański (47,4% wobec 42,6% Rosjan), gubernię stawropolską (36,6%), południowo-zachodnią część guberni kurskiej (21,2% ogółu ludności guberni), południowo-zachodnią część guberni woroneskiej (36,2% ogółu ludności guberni).

## I wojna światowa, powstanie niepodległych państw ukraińskich i ich upadek

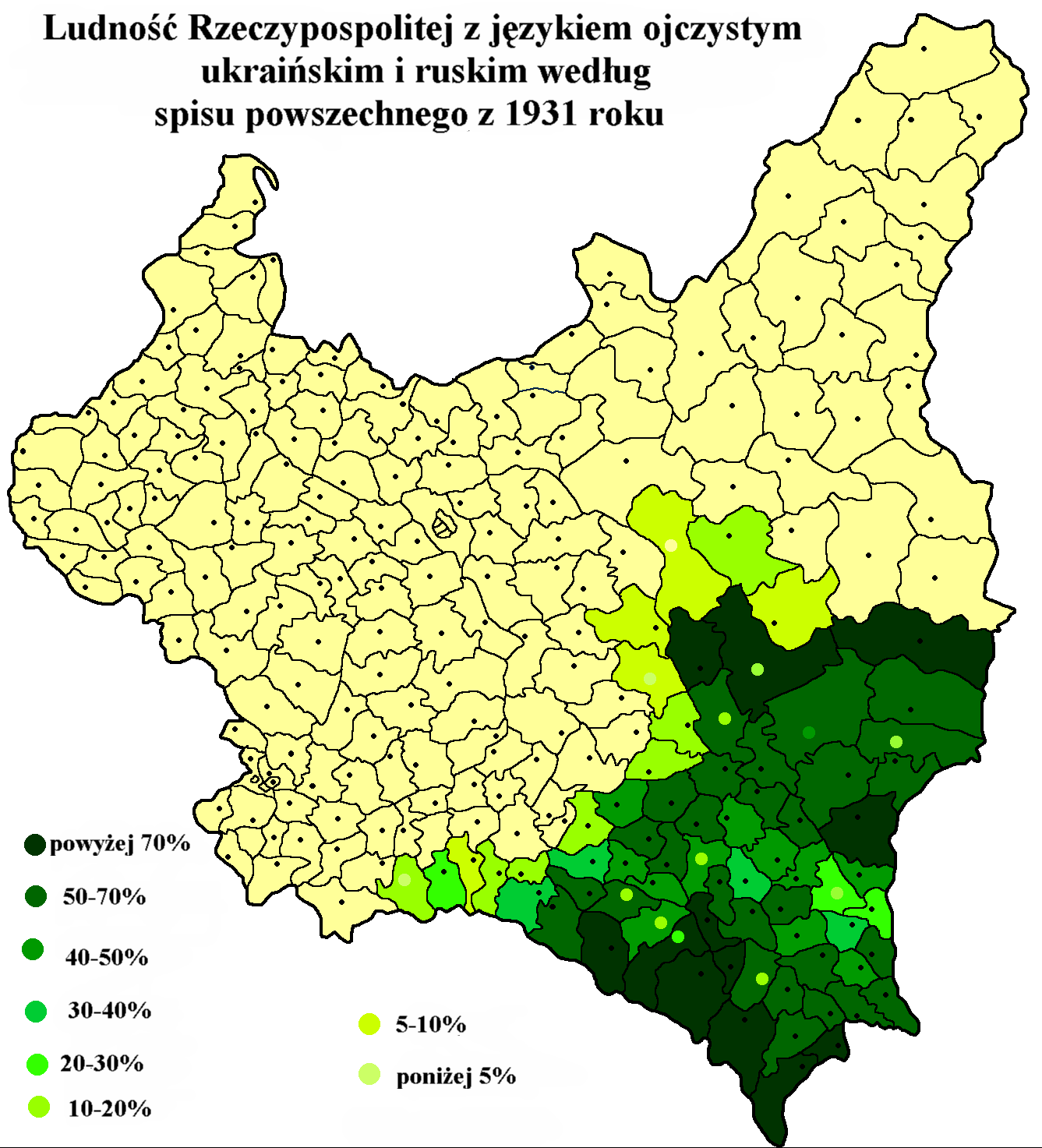
Ludność II Rzeczypospolitej z językiem ojczystym ukraińskim i ruskim, według spisu powszechnego 1931

W konsekwencji I wojny światowej i rozpadu najpierw Imperium Rosyjskiego (1917), a później Monarchii Austro-Węgier na etnograficznych terytoriach ukraińskich należących do tego czasu do obu tych państw powstały, zgodnie z zasadą samostanowienia narodów dwa niepodległe państwa ukraińskie: Ukraińska Republika Ludowa i Zachodnioukraińska Republika Ludowa.
1 listopada 1918 na obszarze Galicji Wschodniej została proklamowana Zachodnioukraińska Republika Ludowa, która przestała istnieć w lipcu 1919 po zwycięstwie militarnym Wojska Polskiego w wojnie polsko-ukraińskiej.
Ukraińska Republika Ludowa była sojusznikiem Polski w wojnie polsko-bolszewickiej, do porozumienia rozejmowego z października 1920, gdy Polska uznała Ukrainę sowiecką – państwo marionetkowe Rosji sowieckiej jako podmiot prawa międzynarodowego.

Ostatecznie o przynależności Galicji Wschodniej do Polski zadecydowała 15 marca 1923 roku aliancka Rada Ambasadorów, która na podstawie artykułu 87 traktatu wersalskiego oraz art. 91 i 94 traktatu z Saint-Germain, potwierdziła wschodnie granice Polski i uznała polską suwerenność nad Galicją Wschodnią. Wschodnia granica Polski na Zbruczu została już wytyczona 23 listopada 1922 przez Mieszaną Komisję Graniczną na podstawie ustaleń traktatu pokojowego pomiędzy Polską a RFSRR i USRR, a uprzednio ustalona w traktacie sojuszniczym pomiędzy Polską a Ukraińską Republiką Ludową z 21 kwietnia 1920. 26 września 1922 r. Sejm RP przyjął ustawę o „zasadach powszechnego samorządu wojewódzkiego, a w szczególności województwa lwowskiego, tarnopolskiego i stanisławowskiego” – w praktyce swych rozstrzygnięć ustalająca dla obszaru Galicji Wschodniej odrębną kurię polską i ukraińską każdego sejmiku wojewódzkiego, powołanie w ciągu dwóch lat uniwersytetu ukraińskiego finansowanego ze Skarbu Państwa polskiego, język ukraiński jako równorzędny z językiem polskim w urzędach w tychże województwach (z tym, że „władze samorządowe określają same swój język wewnętrznego urzędowania”), zakaz prowadzenia państwowej kolonizacji ziemskiej. 
W okresie II Rzeczypospolitej region był określany jako Małopolska Wschodnia. Jeszcze w okresie spisu powszechnego 1931 część jego niepolskich mieszkańców (1 126 tys.) stwierdzało, że używa języka „ruskiego”, wobec 1 675 tys. podających język ukraiński jako ojczysty. Jednocześnie 3 256 tys. mieszkańców województw lwowskiego, tarnopolskiego i stanisławowskiego podawało wyznanie greckokatolickie jako własne (10 tys. prawosławnych).